# Bomarzo (opéra)
Pour les articles homonymes, voir Bomarzo.
Bomarzo est un opéra en deux actes et quinze scènes d'Alberto Ginastera sur un livret de Manuel Mujica Láinez. Créé aux États-Unis en 1967, il est interdit en Argentine jusqu'en 1972.

## Argument
Alors qu'il vient de boire ce qu'il croyait être un philtre d'immortalité, Pier Francesco Orsini, empoisonné, revoit sa vie sous la forme d'épisodes cauchemardesques. Dans son enfance, ses frères se moquent de sa bosse, et son père lui montre la danse d'un squelette couronné de roses. Après la mort de son père au combat, Pier Francesco va voir une courtisane, Pantasilea, mais le reflet de sa silhouette bossue dans un miroir le perturbe. L'un de ses frères, Girolamo, meurt en tombant d'une falaise. Des hallucinations et des rêves érotiques lui apparaissent.
Pier Francesco Orsini cherche à séduire Julia Farnese, mais renverse du vin sur sa robe, comme une tache de sang qui préfigure une mort brutale. Après leurs noces, il découvre qu'il est impuissant. Convaincu que son autre frère, Maerbale, couche avec Julia, il commandite le meurtre de Maerbale. Son astrologue, Silvio, lui promet l'immortalité s'il boit une potion qu'il a préparée, mais son neveu Nicolás y ajoute du poison. Après sa mort, ne reste que le parc des monstres qu'il a fait construire dans les jardins de Bomarzo, inspirés par les délires qui le tourmentaient.

## Personnages
- Pier Francesco Orsini, duc de Bomarzo
- Silvio de Narni, astrologue
- Gian Conrado Orsini, père de Pier Francesco
- Girolamo, frère de Pier Francesco
- Maerbale, frère de Pier Francesco
- Nicolás Orsini, neveu de Pier Francesco
- Julia Farnese, femme de Pier Francesco
- Pantasilea, courtisane de Florence
- Diana Orsini, grand-mère de Pier Francesco
- Messager
- Petit pâtre
- Pier Francesco enfant
- Girolamo enfant
- Maerbale enfant

## Histoire

### Genèse
Manuel Mujica Láinez avait publié son roman Bomarzo, qui reçoit le prix national de littérature en 1963. L'écrivain s'inspire du personnage historique de Vicino Orsini, créateur des jardins de Bomarzo, mais en fait un personnage bossu et impuissant. Alberto Ginastera s'en inspire en 1964 pour une cantate, mais souhaite en faire un opéra, et demande à l'auteur d'en écrire le livret. Tous deux souhaitent exploiter les idées de hantises de la mort et les perversions, donnant une dimension fortement psychanalytique à l'opéra. Musicalement, le compositeur recourt à des dissonances qui vont au-delà du dodécaphonisme de son précédent opéra, Don Rodrigo, ainsi qu'au chant parlé et réclame du chœur des soupirs lascifs.

### Première et réception
Bomarzo est créé le 19 mai 1967 à Washington, par The Opera Society of Washington dirigé par Julius Rudel. Le ténor mexicain Salvador Novoa interprète le rôle du duc de Bomarzo, et Isabel Penagos celui de Julia Farnese. Cette première, à laquelle étaient présents le vice-président Hubert Humphrey et le sénateur Ted Kennedy, est un succès. La même production est enregistrée du 3 au 5 juin 1967 dans le Constitution Hall de Washington, construit par les Filles de la Révolution américaine, et l'enregistrement est commercialisé par CBS Records.
Le succès de l'opéra est vu comme un succès diplomatique entre les deux pays. Les critiques saluent la puissance dramatique de l'œuvre, mais certains renâclent devant l'audace du sujet et de sa mise en forme.

### Interdiction
La première argentine, prévue la même année au Théâtre Colón de Buenos Aires, est annulée par le président Juan Carlos Onganía, qui interdit la représentation de l'opéra dans le pays. L'opéra tourne principalement autour « du sexe, de la violence et des hallucinations », ce qui ne plaît pas dans un pays très catholique où le pouvoir est proche du clergé. Le décret de censure donne pour motif que « le sujet de la pièce et sa mise en scène apparaissent en contradiction avec des principes moraux élémentaires en matière de pudeur sexuelle ».
Le dictateur meurt en 1972, ce qui lève de fait la censure, et l'opéra est monté le 29 avril de la même année, sous la direction du chef d'orchestre Antonio Tauriello, un élève de Ginastera.